# Grad Smlednik
Grad Smlednik (tudi Stari grad nad Smlednikom) je nekdanji grad na vzpetini vzhodno od Zbiljskega jezera in severno od Šmarne gore. Danes so od njega ohranjene zgolj ruševine.

## Zgodovina
Prvi lastnik gradu naj bi bil vitez Ulrih Smledniški (Wdalricus de Fledinich) leta 1136, ki je bil ministerial grofov Andeških. V 13. in 14. stol. so bili smledniški vitezi iz rodu gospodov Planinskih-Svibenskih, ki so grad leta 1328 zastavili (brata Henrik in Ulrik Planinski) leta 1332 pa prodali Frideriku žonveškemu, poznejšim grofom Celjskim. Oskrbnik Celjskih na gradu je bil leta 1442 Hans II. Sepacher ali Mlinski (z izvorom na dvoru na Mlinem pri Bledu). Po izumrtju Celjanov leta 1456 je gospostvo prešlo v posest  Habsburžanov in postalo deželnoknežja posest. Upravljali so ga številni zastavni imetniki. Najprej leta 1457 Rudolf Khevenhüller, že naslednje leto vse do 1478 pa Gašpar Črnomaljski. Pred letom 1547 ga je imel v zastavi Wolf Engelbrecht Turjaški, nato pa Hans Joseph Egg. Leta 1626 je cesar Ferdinand gospostvo prodal 
baronu Janezu Pavlu Egkhu. 
Nazadnje so grad obnovili leta 1610, kmalu po tem pa je bil zapuščen, v prid udobnejšega dvorca, zgrajenega ob vznožju hriba. V času Valvasorja, ki ga v Slavi vojvodine Kranjske omenja kot »Flednigg« je bil grad že zapuščen in je pričel propadati. O gradu je napisal pesem tudi Simon Jenko.

## Arhitektura
Stavbnozgodovinske raziskave potrjujejo izsledke zgodovinarjev, da grajsko jedro izvira iz poznoromanske dobe.  
Oblika zasnove jedra gradu izpričuje, da sta grad sestavljala palacij in obrambni stolp bergfrid, ki ima več kot tri metre debele stene ter je bil obdan tudi z obrambnim jarkom. Sicer izsledki raziskav kažejo, da je sedaj ohranjeno najstarejše obodno obzidje mlajše od stolpa, vendar pa obstaja možnost, da je bil grad sprva pretežno lesen in je sedanji stolp le nadomestil predhodnega. Grad so že istočasno ali vsaj kmalu potem obdali z visokim, ponekod meter in pol debelim obzidjem, ki je imelo obliko nekoliko nepravilnega trikotnika, zgrajenim neoziraje na oblikovanost terena. Obenem so znotraj obzidja pozidali palacij, naslonjen na zahodno stran obzidja, v obdobju renesanse pa so zgradili zunanji obzidni obroč s tremi manjšimi stolpiči.

## Strokovne raziskave
Božo Otorepec in Ivan Komelj sta leta 1971 pripravila prvo resno historično in stavbnozgodovinsko študijo gradu, ki je po arheoloških raziskavah v šestdesetih letih preteklega stoletja prispevala vrsto novih pogledov na zasnove naših najstarejših gradov.

## Okolica gradu
Ob poti na grad je 14 rokokojskih kapelic Križevega pota, ki se zaključi s kompozicijo treh križev. Kalvarija je bila zgrajena leta 1772 v povezavi s posestjo gradu Valburga. Obnovljena je bila dvakrat, leta 1872 in leta 1992, dograjena pa leta 2001.

## Galerija
- Pogled na Šmarno goro
- Kalvarija